# Дурість мерця
«Дурість мерця» (англ. Dead Man's Folly) — детективний роман англійської письменниці Агати Крісті, опублікований видавництвом «Dodd, Mead and Company» у жовтні 1956 року, а видавництвом «Collins Crime Club» — у листопаді того ж року. Також видавався під назвою «Кінець людської дурості». Головні герої роману — Еркюль Пуаро і Аріадна Олівер. Будинок, у якому відбуваються події роману, списаний з маєтку Greenway Estate в Девоні, що належав Агаті Крісті і її чоловіку.

## Сюжет
Аріадна Олівер, знаменита детективна письменниця, просить Пуаро супроводжувати її в Девон. У селі, де знаходиться маєток, повинено пройти сільське свято. Очікується "гра в убивство". Аріадна підозрює, що може відбутися дійсне вбивство. Пуаро, що довіряє інтуїції письменниці, відправляється в Девон. Під час гри на святі відбувається дійсне вбивство, що відповідає всім правилам заявленої гри.

## Персонажі роману
- Еркюль Пуаро — бельгійський приватний детектив
- Аріадна Олівер — відома письменниця
- Інспектор Бланд — слідчий
- Сержант Франк Котрелл — поліцейський
- Констебль Джон Гокінс — поліцейський
- Сер Джордж Стаббс — власник маєтку Нессе
- Хетті, Леді Стаббс — дружина Джорджа
- Ет'єн Де Сауза — кузен Хетті
- Аманда Брюіс — секретар Джорджа
- Емі Фоліет — з родини попередніх власників маєтку
- Містер Мастертон — член парламенту
- Місіс Мастертон — його дружина
- Капітан Джим Варбутон — агент Мастертон
- Майкл Вейман — архітектор
- Алек Ледж — фізик-атомник
- Саллі Ледж — його дружина
- Марлен Таккер — дівчина-гід
- Мерілін Таккер — її молодша сестра
- Місіс Таккер — їхня мати

## Екранізації
- 1986 — «Загадка мерця» (англ. Dead Man's Folly), британсько-американський фільм, у ролі Пуаро — Пітер Устінов. Також у фільмі зайняті Джин Степлтон, Тім Піготт-Сміт, Констанція Каммінгс, Джонатан Сесіл, Ніколет Шерідан, Кеннет Кренем та інші.
- 2013 — «Дурість мерця» (англ. Dead Man's Folly), британський повнометражний телефільм, третій епізод тринадцятого сезону серіалу «Пуаро Агати Крісті» з Девідом Суше у головній ролі. Також у ролях — Шон Пертві, Шинейд К'юсак, Стефані Леонідас та інші.